# Conopomorpha
Conopomorpha is een geslacht van vlinders uit de familie mineermotten (Gracillariidae).
Het geslacht omvat volgende soorten:
- Conopomorpha antimacha Meyrick, 1907
- Conopomorpha chionochtha Meyrick, 1907
- Conopomorpha chionosema Vári, 1961
- Conopomorpha cramerella (Snellen, 1904)
- Conopomorpha cyanospila Meyrick, 1886
- Conopomorpha euphanes Vári, 1961
- Conopomorpha flueggella Li, 2011
- Conopomorpha fustigera (Meyrick, 1928)
- Conopomorpha habrodes Meyrick, 1907
- Conopomorpha heliopla Meyrick, 1907
- Conopomorpha litchiella Bradley, 1986
- Conopomorpha oceanica Bradley, 1986
- Conopomorpha sinensis Bradley, 1986
- Conopomorpha zaplaca Meyrick, 1907